# Guinevere (personage)
Guinevere (Welsh: Gwenhwyfar; Frans: Guenièvre) is een personage uit de Arthursage. Zij is hierin de vrouw van koning Arthur en de geheime minnares van Sir Lancelot. Hun verraad leidt tot de ondergang van het koninkrijk en de dodelijke verwonding van Arthur. 
In de versie van schrijver Malory is zij de dochter van koning Leodegrance (Lleudd-Ogrfan) van Cameliard en de zuster van Gwenhwyfach, de latere echtgenote van Mordred. In de Welshe overlevering, echter, is ze de dochter van de reus Ogrfan Gawr. Volgens de overlevering werd ze eerst door Meleagant ontvoerd en achtereenvolgens door Sir Gawain (Walewein) en Sir Lancelot gered, later door haar zwager Mordred, die eveneens de kroon opeiste. Nadat de laatste door koning Arthur is gedood en deze zelf ook dodelijk gewond is, slijt ze haar laatste jaren in een klooster.

## Etymologie
Gwenhwyfar, zoals haar naam meestal wordt geïnterpreteerd, betekent zoveel als "witte fee" of "witte geest" in het Welsh, maar een andere opvatting, die door Rachel Bromwich naar voren werd gebracht, luidt dat de oorspronkelijke naam Gwenhwy-vawr, "Gwenhwy de Grote" luidde. Haar zuster Gwenhwy fach heet dan "Gwenhwy de Mindere".

## Guinevere en Lancelot
De affaire tussen Sir Lancelot en Guinevere duikt, net als Arthurs kasteel Camelot voor het eerst op in Lancelot, le Chevalier à la Charrette, een van de romances van Chrétien de Troyes. Sindsdien zijn vele versies verschenen en de romance werd een toonbeeld van de hoofse liefde. In verschillende verhalen wordt Guinevere heel divers geportretteerd. Chrétien de Troyes prijst haar in Yvain, le Chevalier au Lion als vriendelijk, intelligent en zachtmoedig, in Lanval van Marie de France is ze een wraakzuchtige echtbreekster, en ook andere details verschillen per verhaal.
Guinevere is al op jonge leeftijd beloofd aan koning Arthur, maar raakt tot over haar oren verliefd op de kuise Lancelot. Als ze de passie van hun overspel botvieren, zijn Arthur en het koninkrijk tot de ondergang gedoemd. De affaire wordt ontdekt door de twee zonen van koning Lot, Agravain en Mordred. Lancelot vlucht en Arthur veroordeelt met bezwaard gemoed Guinevere tot de brandstapel.
Omdat hij weet dat haar verwanten en Lancelot alles zullen doen om Guinevere te bevrijden, roept Arthur zijn ridders op de brandstapel te bewaken. Gawain weigert dit. Lancelot verschijnt ten tonele en redt Guinevere van de executie, maar in het gevecht worden twee broers van Gawain, Gaheris en Gareth gedood. Dit doet Gawain in een zo grote woede ontsteken dat hij Arthur dwingt een oorlog tegen Lancelot te beginnen. Als Arthur naar Frankrijk oversteekt, laat hij Guinevere bij Mordred (zijn zwager) achter. Deze wil echter zelf met haar trouwen, om zo de troon te kunnen bestijgen. Dit leidt tot de fatale slag om Camlann, waarbij Mordred sneuvelt, Arthur dodelijk gewond raakt en het koninkrijk ten onder gaat.

## In films
- In Camelot (1967) wordt Guinevere vertolkt door Vanessa Redgrave.
- In Excalibur (1981) wordt Guinevere vertolkt door Cherie Lunghi.
- In Guinevere (1994) wordt Guinevere gespeeld door Sheryl Lee.
- In First Knight (1995) wordt Guinevere gespeeld door Julia Ormond; hierin staat vooral de liefdesdriehoek centraal tussen Guinevere, Arthur en Lancelot.
- In The Mists of Avalon (2001) wordt Guinevere vertolkt door Samantha Mathis.
- In King Arthur (2004) wordt Guinevere vertolkt door Keira Knightley, speelt ze een Pict en heeft ze een oppervlakkige relatie met Arthur, wat uiteindelijk in een huwelijk eindigt.
- In Shrek the Third (2007) wordt Guinevere vertolkt door Latifa Ouaou (stemrol).
- In de miniserie Camelot (2011) wordt Guinevere gespeeld door Tamsin Egerton; hierin staat vooral de liefdesdriehoek centraal tussen Guinevere, Arthur en Lancelot en het verraad.
- In Merlin (2008-2012) wordt Guinevere vertolkt door Angel Coulby; zij en Arthur kunnen hierin na Uthers dood trouwen.

## Recente romans
- In het boek de Nevelen van Avalon van Marion Zimmer Bradley worden de verhalen rond koning Arthur herverteld vanuit het gezichtspunt van de vrouwelijke personages, waaronder Gwenhwyfar.

## Trivia
- De voornaam Guinevere wordt in Engeland nog steeds gebruikt; varianten zijn 'Jennifer' en 'Jenny'.